# طالب یوردو
طالب یوردو نام منطقه ای در سمت شمال دهستان خانندبیل غربی در بخش مرکزی شهرستان خلخال است 